# 笈川かおる
笈川 かおる（おいかわ かおる、11月23日 ‐）は、福岡県福岡市出身の漫画家。血液型O型。

## 概要
1976年、大学在学中に『りぼんDX』で、「メモリーマシン」を書いてデビュー。
1980年創刊時の「ぶ〜け」に移籍。86年にフリーになると同時に上京。「Candle」（秋田書店）「ヤングユー」（集英社）に主に執筆。
「笈川かおる」はペンネーム。
同期の漫画家は、水樹和佳、清原なつの、松苗あけみなど。
集英社の歴史別伝記『学習漫画 世界の歴史』の11巻も担当した。
現在は福岡市在住。
福岡デザイン アンド テクノロジー専門学校講師。

## 主な作品

### 1976年
- メモリーマシン（りぼんデラックス春の号・32p）
- ガリバー風でいかが?（りぼん10月増刊・31p）

### 1977年
- 予定外のブルー（りぼんデラックス冬の号・32p）
- やっかいなお客たち（りぼんデラックス春の号・30p）
- 黄金の夢（りぼんデラックス夏の号・32p）
- 聖・物語（りぼんデラックス秋の号・32p）

### 1978年
- テレフォン・ダーリン（りぼんお正月増刊・32p）
- 借りてきたネコのブルース（りぼん4月増刊・31p）
- ぼくらは恋の3拍子（りぼん夏休み増刊・32p）
- ハートチェックをさあどうぞ（りぼん11月号・32p）

### 1979年
- 真冬の帰り道（りぼんお正月増刊・37p）
- 殺人学校（りぼん3月増刊・32p）
- ぼくが探偵をやめたわけ（りぼん9月増刊・57p）
- フライ・ミー・トゥ・ザ・ムーン（りぼんコミックス「借りてきたネコのブルース」書き下ろし・15p）

### 1980年
- ウォーク・パーティ（ぶーけ3月号・39p）
- いざ高く・旗かかげ（ぶーけ6月号・41p）
- すずめ報告（ぶーけ9〜12月号・134p）

### 1981年
- 右のドア・左のドア（ぶーけデラックス2月10日号・62p）
- 咲きにさくらん（ぶーけ5月号・63p）
- 夏の風景（ぶーけ9月号・61p）
- 僕と騎士と校庭で（ぶーけデラックス9月10日号・62p）

### 1982年
- へ・へ・への方程式（ぶーけ1〜4月号・184p）
- いつかまた朝はやく（ぶーけデラックス9月10日号・65p）
- ハイヒール・コンバット（ぶーけ10月号・81p）

### 1983年
- インターミッション・パートII（ぶーけ1月号・62p）
- ア・ビギナー（ぶーけ4月号・65p）
- 午後・春・奇談（ぶーけセレクション6月10日号・65p）
- イーライがくるよ!（ぶーけ10月号・83p）

### 1984年
- 花を抱えたゲリラ
- バミューダの夜
- 14階のサイレン

### 1985年
- 地上系の星
- ディスコ・ミックス
- 今夜だけ指定席

### 1986年
- 夢見る国へ・・・
- 羽衣一景
- スリラーなんて嫌いだ!
- ウィークエンド・プリンセス
- 海辺のナイチンゲール
- 乙女往来
- シンデレラ謀反
- 君を待つ千夜
- 冬のむこうの楽園
- 本日レボリューション

### 1987年
- 賑やかに橋を渡って
- ショウダウン
- 都大路にイエロー娘
- ディ・ドリーム
- リメイク
- 愛の御一家
- いっただきマンモス・すりむ報告
- 夏だったね
- メイド・イン・パラダイス
- 愛の劣性遺伝

### 1988年以降
- 夢の終わり/羽衣終景（1988年）
- 愛の御一家（1988年）
- ソルジャー・オブ・ザ・レイン（1988年）
- 君を待つ千夜（1989年）
- 貴婦人通る！（月刊マリコ　1990 5月〜）
- 黄昏シーラカンス（1992年）
- 無目的スペース（1993年）
- ばってんBOX（コーラス　1997年〜）
- 生ハムちゅ♡(わいわい動物くらぶ　1999年）
- 愛の逃亡者（ハムスターと遊ぼう２　2000)
- くぐりの回廊（2007年〜）

　
その他　ライトノベル・イラスト
　・素敵にデンジャラス☆ラブ　小野真理著　講談社X文庫 (1989年）
　・東京キングダム　小林弘利著　集英社スーパーファンタジー文庫 (1991年）
　・東京キングダムの逆襲　小林弘利著　集英社スーパーファンタジー文庫 (1992年）
　・日本ネクタイ組合連合会　広告イラスト

コミックス
　・かりてきたネコのブルース　りぼんマスコットコミックス（集英社）
　・すずめ報告　ぶ〜けコミックス（集英社）
　・ヘ・ヘ・ヘの方程式　ぶ〜けコミックス（集英社）
　・インターミッション・パートⅡ　ぶ〜けコミックス（集英社）
　・花を抱えたゲリラ　ぶ〜けコミックス（集英社）
　・羽衣一景　Candle Comics （秋田書店）
　・ショウダウン　Candle Comics （秋田書店）
　・夢の終わり/羽衣終景　Candle Comics （秋田書店）
　・愛の御一家　Candle Comics （秋田書店）
　・君を待つ千夜　Candle Comics （秋田書店）
　・黄昏シーラカンス　mimiコミックス（講談社）
　・夏だったね　ヤングユーコミックス（集英社）
　・ソルジャー・オブ・レイン　ヤングユーコミックス（集英社）
　・無目的スペース　 来夢コミックス（光風社）
　・ばってんBOX   ヤングユーコミックス（集英社）
・学習漫画「世界の歴史11」（集英社）
　・学習漫画「世界の歴史・できごと辞典」（集英社）
　・学習漫画「世界の歴史・人物辞典」（集英社）
　・文庫版「世界の歴史 6」（集英社文庫）